# Alejandro Dautt
Jesús Alejandro Dautt Ramírez (Ahome, Sinaloa, México, 3 de marzo de 1990) es un futbolista mexicano, que juega como Portero para el Santa Tecla Fútbol Club de la Liga Pepsi. Es sobrino de Óscar Dautt.

## Trayectoria
Alejandro Dautt comenzó en las fuerzas básicas del Monterrey. En 2008, Ricardo La Volpe decidió promoverlo al primer equipo, convirtiéndose en el tercer portero del club rayado, por detrás de Jonathan Orozco y Christian Martínez. Asimismo, ese año realizó su debut profesional con la filial Rayados A, que disputaba la Primera 'A'. 
Con los Rayados disputó dos mundiales de clubes, en las ediciones 2011 y 2012. También ganó dos títulos de Primera División de México y tres de Liga de Campeones de la Concacaf. 
El 6 de junio de 2013, durante el draft del fútbol mexicano, se confirmó su llegada al Mérida FC a préstamo desde rayados.
Un año después fichó por Dorados de Sinaloa y consiguió el ascenso a la Liga MX.
También pasó por Cafetaleros de Tapachula, Pioneros de Cancún y Club de Fútbol Atlante, sin nunca llegar a consolidar su carrera profesional.
Luego se marchó a Honduras y militó en la segunda división con el Lepaera Fútbol Club y después con el Club Deportivo y Social Vida de la primera.
Actualmente está con el 11 deportivo Fútbol Club de El Salvador

## Clubes
| Club                         | País        | Año           |
| ---------------------------- | ----------- | ------------- |
| Club de Fútbol Monterrey     | México      | 2008-2013     |
| Club de Fútbol Mérida        | México      | 2013-2014     |
| Dorados de Sinaloa           | México      | 2014-2015     |
| Cafetaleros de Tapachula     | México      | 2015          |
| Pioneros de Cancún           | México      | 2016          |
| Club de Fútbol Atlante       | México      | 2016          |
| Lepaera Fútbol Club          | Honduras    | 2017-2018     |
| Club Deportivo y Social Vida | Honduras    | 2019          |
| Santa Tecla Fútbol Club      | El Salvador | 2020          |
| Once Deportivo Fútbol Club   | El Salvador | 2022-Presente |

## Títulos

### Campeonatos nacionales
| Título                     | Cub                      | País   | Año    |
| -------------------------- | ------------------------ | ------ | ------ |
| Primera División de México | Club de Fútbol Monterrey | México | A-2009 |
| Primera División de México | Club de Fútbol Monterrey | México | A-2010 |
| Liga de Ascenso de México  | Dorados de Sinaloa       | México | C-2015 |

### Campeonatos internacionales
| Título                           | Club                     | País           | Año     |
| -------------------------------- | ------------------------ | -------------- | ------- |
| InterLiga                        | Club de Fútbol Monterrey | Estados Unidos | 2010    |
| Liga de Campeones de la Concacaf | Club de Fútbol Monterrey | Zona Concacaf  | 2010-11 |
| Liga de Campeones de la Concacaf | Club de Fútbol Monterrey | Zona Concacaf  | 2011-12 |
| Liga de Campeones de la Concacaf | Club de Fútbol Monterrey | Zona Concacaf  | 2012-13 |